# はてなはてな
『はてなはてな』は、NHKテレビジョン → NHK総合テレビジョンで1955年6月6日から1960年9月1日まで、NHK教育テレビジョンで1959年1月22日から1992年3月11日まで放送されていた小学校2年生向けの学校放送（教科：理科）である。途中、1960年4月7日から1989年3月16日まで『理科教室 小学校2年生〜はてなはてな〜』（りかきょうしつ しょうがっこうにねんせい はてなはてな）と題して放送されていた。

## 概要
1968年9月からカラー化された。

## 放送時間
いずれも日本標準時、別の時間帯での再放送あり。不定期番組時代には別の不定期番組と一週交替で放送されていた。また、学校が長期休暇に入る時期には放送時間を変更していた。

### 不定期番組時代
| 期間                          | 放送時間                                                              |
| ----------------------------- | --------------------------------------------------------------------- |
| 1955年6月6日 - 1956年1月30日  | 月曜日 11:35 - 11:55                                                  |
| 1956年4月24日 - 1956年12月4日 | 火曜日 11:30 - 11:50                                                  |
| 1957年1月17日 - 1957年7月11日 | 木曜日 11:30 - 11:50                                                  |
| 1957年9月12日 - 1958年3月6日  | 木曜日 11:10 - 11:30                                                  |
| 1958年4月17日 - 1959年2月26日 | 木曜日 11:00 - 11:15 『うたいましょうききましょう』と一週交替で放送。 |

### レギュラー番組時代
| 期間                          | 放送時間                                                |
| ----------------------------- | ------------------------------------------------------- |
| 1959年4月9日 - 1964年3月19日  | 木曜日 11:00 - 11:15 放送時間は据え置きでレギュラー化。 |
| 1964年4月6日 - 1969年3月17日  | 月曜日 09:00 - 09:20                                    |
| 1969年4月14日 - 1972年3月13日 | 月曜日 09:15 - 09:30                                    |
| 1972年4月10日 - 1990年3月12日 | 月曜日 09:00 - 09:15                                    |
| 1990年4月4日 - 1992年3月11日  | 水曜日 11:00 - 11:15                                    |

## キャスト
| 期間      | 期間      | 出演者     | キャラクター                                                                               | キャラクター |
| --------- | --------- | ---------- | ------------------------------------------------------------------------------------------ | ------------ |
| 1960年4月 | 1967年3月 | 大橋富貴子 |                                                                                            |              |
| 1967年4月 | 1978年3月 | 田畑明彦   | じろうくん（声：坂本和子） ゆき子さん（声：栗葉子）                                        |              |
| 1978年4月 | 1981年3月 | 家坂文子   | カンちゃん（声：坂本和子） サッちゃん（声：栗葉子）                                        |              |
| 1981年4月 | 1984年3月 | 暖亜浮     | カンちゃん（声：坂本和子） サッちゃん（声：栗葉子）                                        |              |
| 1984年4月 | 1985年3月 | 上野智恵子 | カンちゃん（声：坂本和子） サッちゃん（声：栗葉子）                                        |              |
| 1985年4月 | 1986年3月 | （不在）   | ひとみ博士（声：内海賢二） ぺぺ（声：江森浩子） モコ（声：原えりこ）                       |              |
| 1986年4月 | 1988年3月 | （不在）   | ひとみ博士（声：内海賢二→小林修→柳家つば女） グラ（声：鈴木みえ） ポトリ（声：西原久美子） |              |
| 1988年4月 | 1989年3月 | 大谷秀芳   | ひとみ博士（声：内海賢二→小林修→柳家つば女） グラ（声：鈴木みえ） ポトリ（声：西原久美子） |              |
| 1989年4月 | 1992年3月 | 根本泰彦   | ひとみ博士（声：内海賢二→小林修→柳家つば女） グラ（声：鈴木みえ） ポトリ（声：西原久美子） |              |

## スタッフ
- 人形 - 飯田静男、梶野由紀子、田谷真理子
- 音楽 - 藤田祐子
- タイトル - 中島興
- 構成 - 長崎武昭

## テーマ曲
- 1959年4月 - 1985年3月:「はてなはてなテーマ」[9]
- 1985年4月 - 1992年3月:小坂一也・東京放送児童合唱団「理科教室小学校2年生テーマ」[10]